# Alexis Lemaire
Alexis Claude Lemaire (nacido en 1980) es un científico informático francés y campeón de cálculo mental campeón que posee el récord mundial de cálculo mental por sacar la 13.ª raíz entera de un número de 100 dígitos y de un número de 200 dígitos. Actualmente es estudiante de doctorado en inteligencia artificial en la Universidad de Reims.
El 10 de mayo del 2002, calculó la 13.ª raíz 13 de un número de 100 dígitos en 13,55 segundos, batiendo el récord de Willem Klein (88,8 segundos) y el registro menos oficial de Gert Mittring (39 segundos). El 23 de noviembre del 2004, Mittring trató de batir el récord de Lemaire, pero su tiempo de 11,8 segundos no se contó como oficial, porque las normas de la organización habían decidido dejar de reconocer los records de extracción de raíces de números aleatorios debido a la dificultad de normalizar los desafíos. Menos de un mes más tarde (17 de diciembre del 2004) Lemaire rompió su propio récord, con un tiempo de 3,625 segundos - que es todo el tiempo que tomó para leer el número, calcular su raíz, y dar la respuesta. Encontró la 13.ª raíz del siguiente número de 100 dígitos: 3.893.458.979.352.680.277.349.663.255.651.930.553.265.700.608.215.449.817.188.566.054.427.172.046.103.952.232.604.799.107.453.543.533, cuyo resultado es 45792573. Sin embargo, este record tampoco es oficial.
Tras este logro, Lemaire, que dejó de intentar aumentar su rendimiento en el cálculo de 13.ª raíces de números de 100 dígitos, y se trasladó a los números de 200 dígitos con muchos ensayos tal como se describe en la página de reglas (Véase). Como un atleta, entrenó su cerebro a diario para esta tarea. El 6 de abril del 2005, calculó la 13.ª raíz de un número de 200 dígitos en 8 minutos 33 segundos. Para el 30 de julio del 2007, Alexis logró bajar su tiempo hasta los 77,99 segundos en el Museo de Historia de la Ciencia, Oxford, y el 15 de noviembre su tiempo se redujo aún más a 72,4 segundos. Su logro más reciente fue el 10 de diciembre del 2007, donde extrajo mentalmente la 13.ª raíz de un número aleatorio de 200 dígitos en 70,2 segundos. El resultado que sacó es 2.407.899.883.032.220 en el Museo de Ciencias de Londres.
Se utilizó un computador para producir el número aleatorios de 200 dígitos, del cual trató de extraer la 13.ª raíz. El curador del museo de las matemáticas, Jane Wess, dijo: "Se sentó y todo estaba muy tranquilo - y de repente, increíblemente sólo la rompió. Creo que es la suma más alta calculada mentalmente. Parece que tiene una memoria enorme y que ha hecho de esto la ambición de su vida. Es muy interesante verlo suceder. Un número muy pequeño de personas tienen esta capacidad extraordinaria, hoy hay sólo un puñado". Lemaire dice que sus proezas mentales también tienen aplicaciones muy útiles en la inteligencia artificial, su campo elegido.